# أوتليا فيشرية
أوتليا فيشرية (الاسم العلمي:Ottelia fischeri) هي نوع من النباتات يتبع جنس الأوتليا من الفصيلة الحب المائية.